# Список стран Азии по минимальному размеру оплаты труда
В этом списке представлена информация о минимальном размере оплаты труда в странах Азии. В большинстве стран минимальный размер оплаты труда фиксируется в расчёте на месяц, но есть страны, где минимальная оплата труда фиксируется недельной, дневной или почасовой ставкой. Некоторые страны могут иметь очень сложную систему минимальной заработной платы; например, в Индии более 1202 минимальных ставок заработной платы. Указанная минимальная заработная плата относится к валовой сумме, то есть до вычета налогов.

## Азиатские страны по минимальному размеру оплаты труда
Страны, обозначенные на карте синем цветом, имеют минимального размера оплаты труда - в диапазоне от $1000 и выше, оранжевым - от $500 до $1000 евро, красным - ниже $500. Страны обозначенные на карте фиолетовым цветом не имеют минимального размера оплаты труда.

## Минимальный размер оплаты труда по азиатским странам
| Страна            | Минимальный размер оплаты труда в месяц ($ США) | Минимальный размер оплаты труда в месяц в национальной валюте | Почасовая ставка | Год  |
| ----------------- | --- | --- | ---------------- | ---- |
|                   | 2020 | |                  |      |
| Афганистан        | $72 | 5000 афгани |                  | 2014 |
| Бангладеш         | $19 в месяц для всех секторов экономики, не охватываемых отраслевой заработной платой. В швейной промышленности существует система разделения работников на классы. От работника 1 класса $217.58, до работника 7 класса $95.34.            | 1500 така в месяц для всех секторов экономики, не охватываемых отраслевой заработной платой. В швейной промышленности существует система разделения работников на классы. От работника 1 класса 18257 така, до работника 7 класса 8000 така                                       |                  | 2019 |
| Бутан             | $110.04 | 7020 Нгултрум |                  | 2017 |
| Восточный Тимор   | $115 | |                  | 2017 |
| Вьетнам           | Варьируется по регионам; Регион I: $190.51 в месяц; Регион II: $168.94 в месяц; Регион III: $147.83 в месяц и Регион IV: $132.31 в месяц.                                                                                                   | Варьируется по регионам; Регион I: 4420000 донг в месяц; Регион II: 3920000 донг в месяц; Регион III: 3430000 донг в месяц и Регион IV: 3070000 донг в месяц. |                  | 2020 |
| Гонконг           | $4.78 в час | HK$37.50 в час | HK$37.50 в час   | 1999 |
| Израиль           | $1554.47 | ₪5300 |                  | 2017 |
| Индия             | Варьируется от $2,40 в день в Бихаре до $6,35 в день в Дели. Правительства штатов устанавливают отдельную минимальную заработную плату для сельскохозяйственных рабочих.                                                                    | Варьируется от 160 рупий до 423 рупий в день. |                  | 2015 |
| Индонезия         | Варьируется в зависимости от провинций, районов и сектора; от $125.34 в месяц в Джокьякарте до $313.84 в месяц в Джакарте. | Варьируется от 1765000 рупий в месяц до 4416186 рупий в месяц. |                  | 2021 |
| Ирак              | $293.04 | 350000 динар |                  | 2018 |
| Иран              | $263.93 в месяц, ежегодно устанавливаются для каждого промышленного сектора и региона. Стандартная рабочая неделя составляет 44 часа, а любая работа более 48 часов дает работнику право получит сверхурочные.                              | 1111269 туман (11112690 риал) в месяц, начиная с Персидского нового года 2017 года, устанавливается ежегодно для каждого промышленного сектора и региона. Стандартная рабочая неделя составляет 44 часа, а любая работа более 48 часов дает работнику право получит сверхурочные. |                  | 2019 |
| Камбоджа          | Нет. $190 в месяц в швейной и обувной промышленности. Помимо минимальной месячной заработной платы, работники также получат дополнительные льготы, в том числе $10 в месяц за работу без отгулов и $7 на транспорт, аренду жилья и питание. | |                  | 2020 |
| Катар             | $274,65 в месяц. Если работодатель не предоставляет жилье и питание работникам он дополнительно им выплачивает $137,32 на проживание и $82,39 на питание.                                                                                   | 1000 катарских риалов в месяц. Если работодатель не предоставляет жилье и питание работникам он дополнительно им выплачивает 500 катарских риалов на проживание и 300 катарских риалов на питание.                                                                                |                  | 2021 |
| КНР               | В Китае нет единой минимальной заработной платы, она устанавливается каждой провинцией отдельно. Варьируется от $191.35 и $1.96 в час в Хунане до $406.23 и $3.61 в час в Шанхае.                                                           | Варьируется от 1220 юаней и 12.5 юаней в час в Хунане до 2590 юаней и 23 юаней в час в Шанхае. |                  | 2022 |
| КНДР              | Усреднёно $5,5 - $11,1 долларов США в день. | Усреднёно 5000 - 10 000 вон в день. |                  | 2014 |
| Республика Корея  | $7.66 в час | 8720 вон в час | 8720 вон в час   | 2021 |
| Кувейт            | $249.70 | 75 динаров |                  | 2017 |
| Кыргызстан        | $17.54 | 1200 сомов |                  | 2018 |
| Лаос              | $100 долларов США в месяц; кроме того, работодатели должны выплачивать пособие в размере $3,74 в день. Минимальная заработная плата государственных служащих и сотрудников государственных предприятий составляет $170 в месяц.             | 800 000 кипов в месяц; кроме того, работодатели должны выплачивать пособие в размере 30 000 кипов в день. Минимальная заработная плата государственных служащих и сотрудников государственных предприятий составляет 1 400 000 кипов в месяц.                                     |                  | 2014 |
| Ливан             | $450 | 675 000 фунт |                  | 2017 |
| Ливия             | $325, правительство сильно субсидирует арендную плату и коммунальные услуги. | 450 динар |                  | 2011 |
| Маврикий          | $100 | 30000 рупий |                  | 2014 |
| Малайзия          | Варьируется от $267.22 до $291.51 в зависимости от района. | Варьируется от RM1100 до RM1200 в зависимости от района. |                  | 2020 |
| Монголия          | $124.74 | 320000 тугриков |                  | 2019 |
| Мьянма            | $3.11 в день, $0.39 в час | 4800 кьят в день, 600 кьят в час. | 600 кьят в час.  | 2018 |
| Непал             | $74 доллара США в месяц. | 8000 рупий в месяц. |                  | 2017 |
| Оман              | $584.41 в месяц, плюс пособия в размере $259.74 в месяц для граждан; не распространяется на иностранных работников. | 225 риалов в месяц, плюс пособия в размере 100 риалов в месяц для граждан; не распространяется на иностранных работников. |                  | 2013 |
| Пакистан          | $142.35 | 15000 рупий |                  | 2016 |
| Саудовская Аравия | $799,94, не распространяется на иностранных работников. | 3000 риял, не распространяется на иностранных работников |                  | 2013 |
| Сирия             | Варьируется от $176 до $266 в месяц, плюс льготы, включая компенсацию за питание, форму и транспорт | Варьируется от 9,765 фунтов до 14,760 фунтов в месяц, плюс льготы, включая компенсацию за питание, форму и транспорт. |                  | 2013 |
| Таджикистан       | $31 | 250 сомони |                  | 2013 |
| Таиланд           | Варьируется от $10.44 до $11.21 в день в зависимости от региона. | Варьируется от 313 бат до 336 бат в день в зависимости от региона. |                  | 2020 |
| Туркменистан      | $248.57 | 870 манатов |                  | 2018 |
| Узбекистан        | $67 | 638880 сумов |                  | 2019 |
| Филиппины         | Варьируется от $4.72 в день в сельскохозяйственном секторе в регионе Илокос до $9.96 в день в не сельскохозяйственном секторе в Манильской агломерации.                                                                                     | Варьируется от 243 песо в день в сельскохозяйственном секторе в регионе Илокос до 512 песо в день в не сельскохозяйственном секторе в Манильской агломерации. |                  | 2017 |
| Шри-Ланка         | $65.36 | 10000 рупий |                  | 2016 |
| Япония            | Варьируется от $7.51 до $9.61 в час. Установленных на префектурной и отраслевой основе. | Варьируется от 792 иен до 1013 иен в час. |                  | 2020 |

## Минимальный размер оплаты труда в Азии (другие страны)
В этом списке приведены страны расположенные в основном в Азии но имеющие небольшие территории в Европе или из-за исторических и культурных причин считающиеся как европейскими так и азиатскими странами.
| Страна      | Минимальный размер оплаты труда в месяц ($ США) | Минимальный размер оплаты труда в месяц в национальной валюте | Почасовая ставка | Год  |      |
| ----------- | ----------------------------------------------- | ------------------------------------------------------------- | ---------------- | ---- | ---- |
| Россия      | $172.75                                         | 12792.00 рубля                                                |                  | 2021 |      |
| Турция      | $377.54                                         | 2029 лир                                                      |                  | 2018 |      |
| Казахстан   | $114.60                                         | 42500 тенге                                                   | 2019             |      |      |
| Азербайджан | $146.63                                         | 250 манатов                                                   |                  | 2019 |      |
| Армения     | $142.76                                         | 68000 драмов                                                  |                  | 2019 |      |
| Грузия      | $8.36                                           | 20 лари                                                       |                  |      | 2020 |

## Минимальный размер оплаты труда в Азии (непризнанные государства)
В этом списке представлена информация о минимальном размере оплате труда в непризнанных государствах Азии.
| Страна                | Минимальный размер оплаты труда в месяц ($ США) | Минимальный размер оплаты труда в месяц в национальной валюте | Почасовая ставка | Год  |
| --------------------- | ----------------------------------------------- | ------------------------------------------------------------- | ---------------- | ---- |
| Северный Кипр         | $537.62                                         | 2020 лир                                                      |                  | 2017 |
| Китайская Республика  | $748.71                                         | NT$23100                                                      |                  | 2019 |
| Государство Палестина | $384                                            | ₪1450                                                         |                  | 2017 |

## Страны Азии, не имеющие установленного минимального размера оплаты труда
- Бахрейн
- Бруней
- Египет
- Иордания
- Йемен
- Республика Кипр
- Мальдивы
- ОАЭ
- Сингапур

## См. Также
- Список стран Европы по минимальному размеру оплаты труда
- Список стран Европы по средней месячной зарплате
- Список стран Латинской Америки по минимальному размеру оплаты труда
- Список стран Африки по минимальному размеру оплаты труда
- Список стран мира по минимальному размеру оплаты труда